# سكوت سيمبسون (لاعب غولف)
سكوت سيمبسون (بالإنجليزية: Scott Simpson)‏ هو لاعب غولف أمريكي، ولد في 17 سبتمبر 1955 في سان دييغو في الولايات المتحدة.

## وصلات خارجية
- الموقع الرسمي
- سكوت سيمبسون على موقع رابطة لاعبي الغولف المحترفين (الإنجليزية)
- سكوت سيمبسون على موقع رابطة اليابان للاعبي الغولف المحترفين (الإنجليزية)
- سكوت سيمبسون على موقع التصنيف العالمي الرسمي للغولف (الإنجليزية)
- سكوت سيمبسون على موقع إن إن دي بي (الإنجليزية)